# کارمن د آپیکالا
کارمن د آپیکالا (انگلیسی: Carmen de Apicalá) نام شهری در کشور کلمبیا است.